# タナナ川
タナナ川（タナナがわ、Tanana River）は、アメリカ合衆国・アラスカ州を流れる河川。北アメリカ大陸北西端部のアラスカのユーコン川の支流。

## 概要
タナナ川はナベスナ氷河を源流とするナベスナ川と、
チサナ氷河を源流とするチサナ川とが合流した所から始まる
。
そこからアラスカ山脈の北側に沿うように概ね西の方向へと流れる。この川はアメリカ合衆国のアラスカ州内を流れており、上流部ではアラスカ・ハイウェイとだいたい平行している。その後、例えばフェアバンクス付近でチェナ川と合流、ネナナ付近でネナナ川と合流するなど、いくつもの河川が合流してくる。
そして、約940 kmを流れ、タナナ付近でユーコン川に合流して終わる。

## ネナナ・アイス・クラシック
タナナ川は冬季に氷結する。
そして、途中のネナナでは「ネナナ・アイス・クラシック（英語、Nenana Ice Classic）」と呼ばれる、
春になっていつ氷が融けて再び流れ出すかという賭け事が20世紀初頭から行われており、人々の春を待ちわびる思いがよく現れている。
1989年、高校の英語の教科書にも取り上げられた。

## ヒトとタナナ川
ユーコン川とタナナ川付近には、恐らく1万2千年以上前からヒトが生活していただろうと考えられている。

## ギャラリー
- タナナ川の冬季の様子（フェアバンクス付近）
- 橋の向こうはマンリー・ホットスプリングス（英語）の町（20世紀初頭のタナナ川の写真）